# Lockheed HC-130

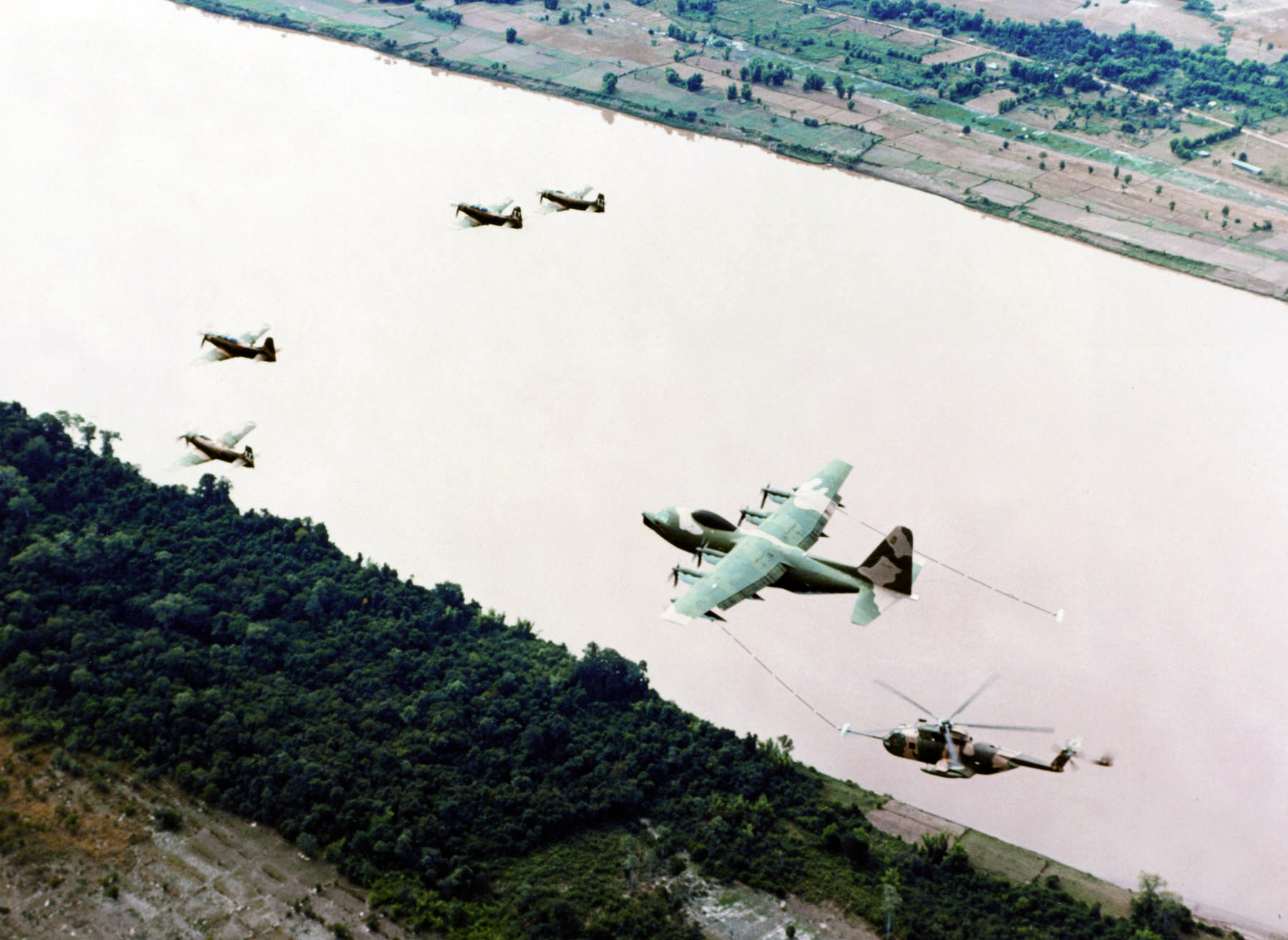
HC-130P thuộc không quân Mỹ tiếp nhiên liệu cho 1 chiếc HH-3E Jolly Green Giant, 1968.

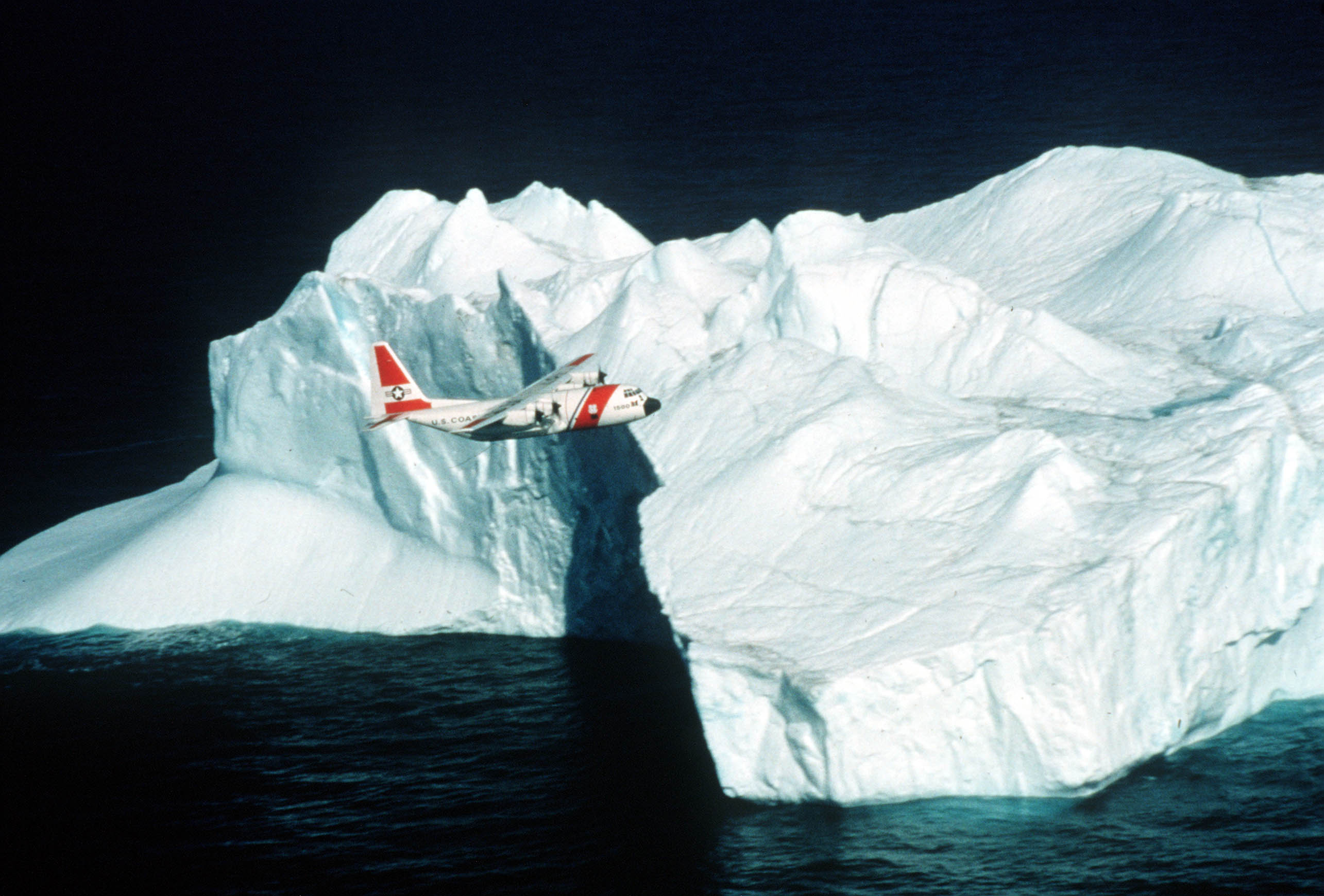
HC-130H của cảnh sát biển Mỹ trong nhiệm vụ tuần tra quốc tế

Lockheed HC-130 là một phiên bản tìm kiếm cứu hộ trên chiến trường (CSAR) và tìm kiếm cứu hộ (SAR) của loại máy bay vận tải C-130 Hercules.

## Biến thể
HC-130B
HC-130E
HC-130H
HC-130P Combat King
HC-130P/N Combat King
HC-130J
HC-130J Combat King II

## Quốc gia sử dụng
Hoa Kỳ
- Không quân Hoa Kỳ
- Bảo vệ Bờ biển Hoa Kỳ

## Tính năng kỹ chiến thuật (HC-130H)

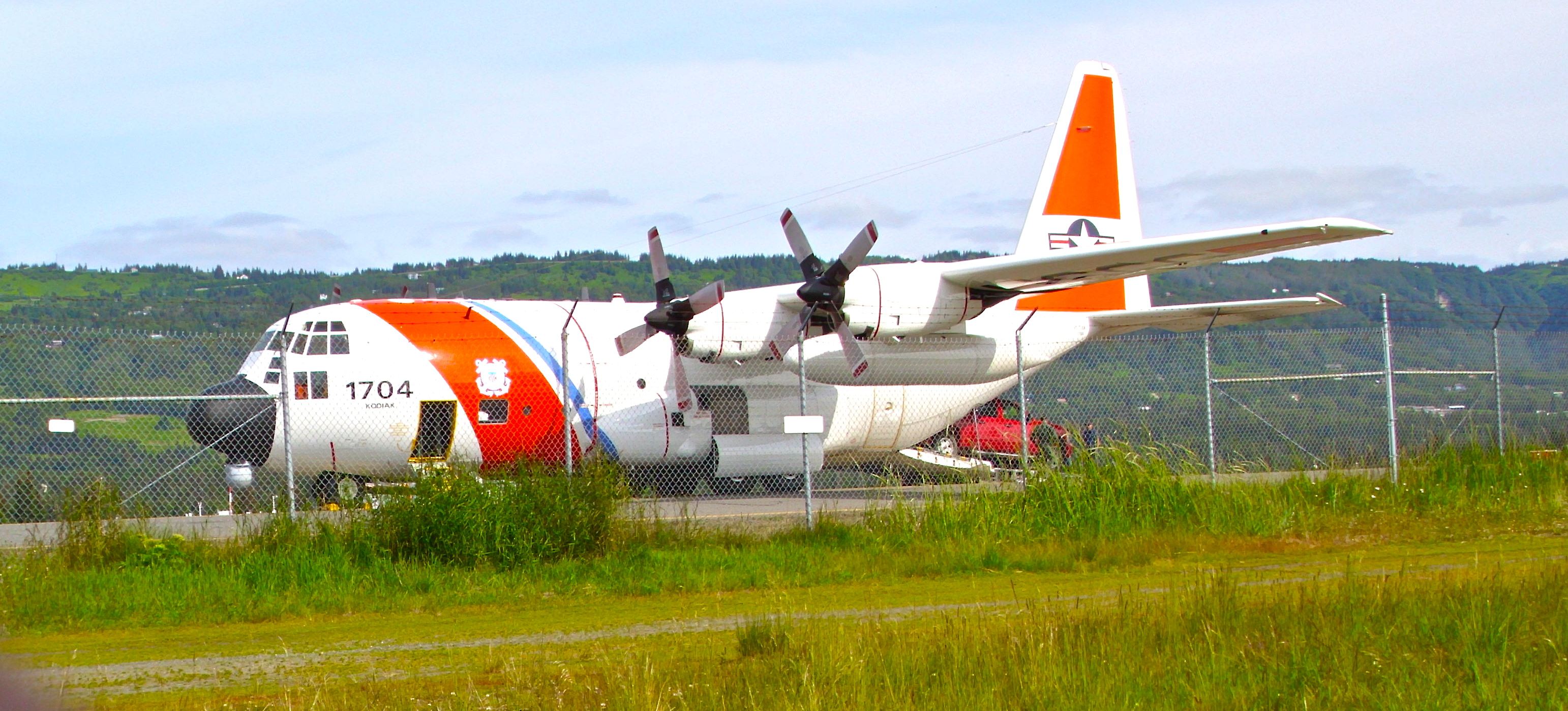
HC-130

Dữ liệu lấy từ USCG Specs
Đặc điểm tổng quát
- Kíp lái: USAF: 10;[2] USCG: 5 tới 7
- Chiều dài: 97 ft 9 in (29,8 m)
- Sải cánh: 132 ft 7 in (40,4 m)
- Chiều cao: 38 ft 3 in (11,6 m)
- Diện tích cánh: 1.745 ft² (162,1 m²)
- Trọng lượng rỗng: 76.780 lb (34.826 kg)
- Trọng lượng cất cánh tối đa: 175.000 lb (79.379 kg)
- Động cơ: 4 × Allison T56-A-15 kiểu turboprop, 4.300 shp (3.210 kW)  mỗi chiếc

 Hiệu suất bay 
- Vận tốc cực đại: 330 kn (480 mph, 611 km/h)
- Vận tốc hành trình: 290 kn (333 mph, 537 km/h)
- Tầm bay: 4.500 nmi (5.178 mi, 8.334 km)
- Trần bay: 33.000 ft (10.000 m)